# NGC 1678
NGC 1678 je galaksija u zviježđu Orionu.

## Vanjske poveznice
- SEDS: NGC 1678